# 네덜란드 왕비 막시마
막시마 왕비(네덜란드어: Máxima Prinses der Nederlanden, Prinses van Oranje-Nassau, Mevrouw van Amsberg, 1971년 5월 17일 ~)는 빌럼알렉산더르의 아내로서, 네덜란드의 왕비다. 결혼하기 전의 이름은 막시마 소레기에타(Máxima Zorreguieta)로 아르헨티나의 호르헤 라파엘 비델라 군부 독재 정권에서 농업부 장관을 지낸 호르헤 소레기에타의 딸이다. 2013년 4월 30일 남편인 빌럼알렉산더르가 네덜란드의 왕으로 즉위함에 따라 네덜란드의 왕비가 되었다.

## 결혼
막시마는 1999년 스페인 세비야에서 오라녜 공 빌럼알렉산더르를 만났지만 그녀가 아르헨티나 평민 출신의 가톨릭 신자였기 때문에 오라녜 공은 막시마와의 결혼을 위해 영국 왕위 계승권을 포기했다. 또한 네덜란드 헌법상 왕실의 결혼에는 의회의 동의가 필요한데 네덜란드 하원이 독재정권 각료의 딸인 막시마를 인정할 수 없다고 반대하였다. 결국 막시마의 아버지는 결혼식에 참석하지 않는 것으로 타협을 보았다. 막시마와 오라녜 공은 암스테르담의 옛 증권거래소에서 결혼식을 마치고 인근 신교회(De Nieuwe Kerk)에서 결혼 예배를 치렀다. 두 사람의 결혼식에는 스페인의 소피아 왕비, 벨기에 국왕 알베르 2세, 영국의 찰스 왕세자, 덴마크 국왕 마르그레테 2세, 일본의 나루히토 왕세자 등 각국의 왕실 인사들 및 코피 아난 유엔 사무총장, 넬슨 만델라 전 남아프리카공화국 대통령 등이 참석했다.
막시마는 카톨리카 아르헨티나 대학교 경제학과를 졸업하고 결혼 전 뉴욕, 유럽 등지의 대형 국제 금융기관에서 근무한 경력을 인정받아 2005 국제 소액 신용대출의 해 자문단으로 활동했으며 이듬해에 UN의 포괄금융 부문 자문단으로도 활동했다. 이후 포괄금융 부문 자문단 상임위원회 위원과 자문 실무단 단장을 역임했으며 2009년에는 포괄금융 관련 특별 고문으로 위촉되었다.

## 자녀
- 카타리나아말리아(2003~)
- 알렉시아(2005~)
- 아리아너(2007~)